# Língua torwali
 Torwali (em urdu:  توروالی‎) , ou Turvali, é uma língua Dárdica falada nos distritos de Coistão e Suate, na província Khyber Pakhtunkhwa, no Paquistão. A língua é indígena do povo para as pessoas Torwali, que vivem em aldeias dispersas nos planos superiores montanhosos do vale do Swat, logo acima da cidade de Madyan, onde se fala a língua pashto, até a cidade de Kalam que fala a língua Gawri. Existem dois dialetos principais de Torwali: o de  Bahrein (do Paquistão) e Chail.

## Escrita
Usa-se para o Torwali o alfabeto árabe com 40 símbolos, 12 dos quais são usados somente para palavras das línguas Pashto, Urdu, Persa e árabe. Usam-se mais 8 símbolos para consoantes aspiradas, 11 para numerais.

## Fonologia
Embora descrições da fonologia Torwali tenham aparecido na literatura, algumas questões ainda permanecem sem resposta.

### Vogais
|         | Anterior | Central | Posterior |
| ------- | -------- | ------- | --------- |
| Fechada | i iː     |         | u uː      |
| Medial  | e eː     |         | o oː      |
| Aberta  |          | a aː    |           |

A análise de Edelman, baseada em Grierson e Morgenstierne, mostra contrapartes nasais pelo menos como /e o a/ e também encontrou uma série de vogais centrais (reduzidas?), transcritas como: ⟨ä⟩, ⟨ü⟩, ⟨ö⟩.
|         | Anterior | Central | Posterior |
| ------- | -------- | ------- | --------- |
| Fechada | i ĩ      | (ɨ̙)     | u ũ       |
| Medial  | e ẽ (e̙)  | ə (ə̙)   | o õ       |
| Aberta  | æ æ̃      |         | a ã       |

Lunsford teve alguma dificuldade em determinar os fonemas vocálicos e sugeriu que pode haver vogais retraídas com distribuição limitada:/ɨ/ (which may be [i̙]), /e̙/, /ə̙/. Vogais retraídas ou retroflexas também são encontradas na língua Kalash-mondr.

### Consoantes
O status fonêmico da série de sonoras sussurrante é discutível.
Sons com status particularmente incerto são marcados com ponto de interrogação sobrescrito.
|                        | Labial | Labial | Coronal | Coronal | Retroflexa | Retroflexa | Palatal | Palatal | Velar | Velar | Glotal | Glotal |
| ---------------------- | ------ | ------ | ------- | ------- | ---------- | ---------- | ------- | ------- | ----- | ----- | ------ | ------ |
| Nasal                  |        | m      |         | n       |            | (ɳ)        |         |         |       |       |        |        |
| Oclusiva               | p pʰ   | b bʱ   | t tʰ    | d dʱ    | ʈ ʈʰ       | ɖ ɖʱ       |         |         | k kʰ  | g ɡʱ  |        |        |
| Affricada              |        |        | (ts)?   |         | ʈʂ ʈʂʰ     | ɖʐ         | tʃ tʃʰ  | dʒ      |       |       |        |        |
| Fricativa (Lateral)    |        |        | s       |         | ʂ          | ʐ          | ʃ       | ʒ       | x     | ɣ     | h      |        |
| Fricativa (Lateral)    |        | (t)ɬ?  |         |         |            |            |         |         |       |       |        |        |
| Aproximante (lLateral) |        |        |         |         |            |            |         | j       |       | w     |        |        |
| Aproximante (lLateral) |        |        | l       |         |            |            |         |         |       |       |        |        |
| Rótica                 |        |        |         | r       |            | ɽ?         |         |         |       |       |        |        |

## Amostra de texto
Torvali (دےو)
چیلس مے اے گم تھو. تیسی نم تھورنالا تھو. تھےت اے ڇھی چھی. تی مے قیسا تونو اں دے کیجی. ے دےو تی زےد مایان ھوشو. ا ڇھی یا زاون اشی دا ھے و نو.

Transliteração (Deo)
Čilas me e gam thu. Tisi nam Thornala thu. Thet e ĉhi čhi. Ti me qisa tunu ä̃ de kiji. E deo ti zed məyən hušu. Ä ĉhi yə zəwan äši da he u anu.
Português (O Gigante)
Há uma aldeia em Chilas. Seu nome é Thornala. Existe uma mulher. Ela contou essa história com sua própria boca. Um gigante a amara. Quando essa mulher era jovem, ela costumava ir à fonte para trazer água.